# PGC 34170
LEDA/PGC 34170 ist eine Balken-Spiralgalaxie vom Hubble-Typ SBm im Sternbild Löwe an der Ekliptik, die schätzungsweise 44 Millionen Lichtjahre von der Milchstraße entfernt ist. Gemeinsam mit sechs weiteren Galaxien gilt sie als Mitglied der NGC 3631-Gruppe (LGG 241).

Im selben Himmelsareal befindet sich u. a. die Galaxie NGC 3631 und NGC 3657.